# Fou d'Abbott
Pour les articles homonymes, voir Abbott.
Papasula abbotti
Genre
Espèce
Statut de conservation UICN

 EN B2ab(ii,iii,v) : En danger
Statut CITES
Le Fou d'Abbott (Papasula abbotti) est une espèce d'oiseaux marins de la famille des Sulidae, l'unique représentante du genre Papasula.
Le nom de l'espèce commémore William Louis Abbott (1860-1936), naturaliste et collectionneur américain.
Cet oiseau est endémique de l'île Christmas (Australie).